# Leo II (dvärggalax)
Leo II är en dvärggalax som återfinns i stjärnbilden Lejonet, tillhör den Lokala galaxhopen, och den upptäcktes av R.G. Harrington och A.G. Wilson år 1950.